# باد فوسینگ
باد فوسینگ (به آلمانی: Bad Füssing) یک شهر در آلمان است که در بایرن واقع شده‌است.

## خصوصیات
باد فوسینگ ۵۵٫۰۴ کیلومترمربع مساحت دارد ۳۲۰ متر بالاتر از سطح دریا واقع شده‌است.

## خواهرخوانده
شهر آبانو ترمه خواهرخواندهٔ باد فوسینگ هست.